# Elio Morille
Elio Morille, italijanski veslač, * 7. september 1927, Alessandria, † 21. junij 1998, Rim.
Morille je za Italijo nastopil na dveh olimpijskih igrah, v letih 1948 in 1952. Leta 1948 je v disciplini četverec brez krmarja postal olimpijski prvak, sotekmovalci v čolnu so bili Giuseppe Moioli, Giovanni Invernizzi in Francesco Faggi. V isti disciplini se leta 1952 ni uvrstil v finale.